# Seljametsa
Seljametsa – wieś w Estonii, w prowincji Parnawa, w gminie Paikuse.